# Giorgio Pilleri
Giorgio E. Pilleri (Trieste, 16 giugno 1925 – Courgevaux, 4 settembre 2018) è stato un neurologo italo-svizzero.
Studiò medicina dal 1950 al 1952 all'Università degli Studi di Padova e dal 1952 al 1955 all'Università di Vienna. Dal 1955 al 1965 fu assistente di ricerca presso l'Istituto di anatomia cerebrale dell'Università di Berna, dove aveva conseguito il dottorato nel 1958. Dal 1965 succedette a Ernst Grünthal come capo dello stesso istituto. Dal 1970 fu professore di neuroanatomia e neuropatologia comparata. Alla fine degli anni '60 aveva aperto un delfinario a Berna, che lui stesso chiuse nel 1975 dopo aver notato che i delfini stavano perdendo le loro capacità di comunicazione. Andò in pensione nel 1990.
Sposatosi nel 1959, aveva tre figli.